# Eugen A. Pora
Eugen A. Pora (n. 13 iunie 1909, Bunești, Brașov – d. 28 octombrie 1981, Cluj-Napoca) a fost un zoolog, ecofiziolog și oceanograf român, membru titular al Academiei Române.
Este absolvent al Facultății de Științe din Cluj în 1932, cu o specializare la Sorbona și un doctorat în științe naturale în 1938. Până în 1945 a fost cadru didactic la Universitatea din Iași, apoi se mută la Cluj, la Facultatea de biologie-geografie-geologie (catedra de Fiziologia animalelor).
În anul 1948 devine membru corespondent al Academiei Române, iar activ din 1963.
A fost membru corespondent al Academiei de Științe din România începând cu 28 mai 1938.
În 1962 a participat la expediția vasului sovietic „Viteaz” în Oceanul Indian, ulterior publicând un volum pe această temă (în 1964).

## Distincții
- Ordinul Muncii clasa a II-a (31 decembrie 1956) „cu prilejul împlinirii a 90 de ani de la înființarea Societății Academice Romîne, pentru merite deosebite in muncă”[5]
- titlul de Profesor Emerit al Republicii Populare Romîne (18 august 1964) „pentru activitate deosebită în domeniul cercetării științifice și contribuție la dezvoltarea învățămîntului superior”[6]
- Ordinul „Meritul Științific” clasa a II-a (1971) „pentru merite deosebite în opera de construire a socialismului, cu prilejul aniversării a 50 de ani de la constituirea Partidului Comunist Român”[7]